# Pseudoricopis excavatipennis
Pseudoricopis excavatipennis là một loài bọ cánh cứng trong họ Cerambycidae.